# تقسیم‌های قومی یهودی

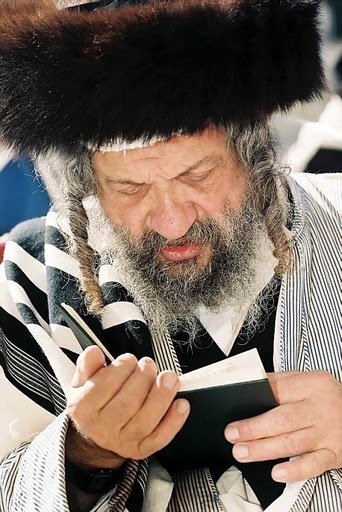
تصویری از یک خاخام یهودی

تقسیمات قومی یهود اشاره به تعدد جوامع متمایز قومیتی یهودیان در پهنۀ جهان دارد. هرچند همیشه سخن از یکپارچگی در شناسه فرهنگی یهود رانده شده‌است، اما در واقع در قومیت بنی‌اسرائیل، به‌واسطه اختلاط و ترکیب با اقوام و مردم محل زندگی آنان، می‌توان تمایزی بسیار قائل شد.
به قدمت زمان کتاب مقدس، تفاوت‌های فرهنگی و زبانی بین جوامع یهود، حتی در مناطق اسرائیل باستان و یهودیه وجود داشته و این تفاوت‌های گسترده هم در متون کتاب مقدس و هم در آثار باستان‌شناسی به جای مانده، قابل مشاهده است.
در دوران معاصر، آرایه‌ای از جوامع یهودی توسط شهرک نشینی یهودی در مکان‌های مختلف سراسر جهان و اغلب در فاصله‌های بسیار دور از یکدیگر ایجاد گردید اما در نتیجه این فاصله، جدای از یکدیگر مانده‌اند. امروز، نمودی از این تفاوت‌ها در میان یهودیان را می‌توان در بیان‌های فرهنگی از جمله گوناگونی زبانی، سلیقه غذایی، شیوه‌های نیایش، تفاسیر مذهبی و نیز درجه و منابع اختلاف ژنتیکی مشاهده نمود.